# Carpinus putoensis
Carpinus putoensis är en björkväxtart som beskrevs av Wan Chun Cheng. Carpinus putoensis ingår i släktet avenbokar, och familjen björkväxter. IUCN kategoriserar arten globalt som akut hotad. Inga underarter finns listade.